# André Kiesewetter
André Kiesewetter (20. srpna 1969 Neuhaus am Rennweg) je bývalý německý skokan na lyžích, který soutěžil v letech 1988 až 1994. V roce 1990 vyhrál dva závody světového poháru. Přemožitele nenašel 2. prosince 1990 v americkém Lake Placid a 15. prosince v japonském Sapporu. Získal bronzovou medaili v týmovém závodě na velkém můstku na mistrovství světa v roce 1991. V individuálních závodech skončil na sedmém a dvanáctém místě. Jeho posledním výraznějším úspěchem bylo třetí místo v letech na lyžích v Planici ze dne 23. března 1991. V následující sezóně již nedokázal v závodech světového poháru bodovat.
André Kiesewetter patřil mezi první úspěšné skokany s V-stylem. Jury, která má dbát na bezpečnost skoků a zároveň se nerada smiřovala s nástupem V-stylu, se s jeho nebezpečně dlouhými skoky občas vypořádávala svérázně. Při mistrovství ve Val di Fiemme mu údajně ubrali dva tři metry, aby byl skok „papírově“ méně nebezpečný a nemusel se ostatním skokanům snižovat nájezd.